# Maximilian Daublebsky von Sterneck
Maximilián svobodný pán Daublebský ze Sternecku (německy Maximilian Freiherr Daublebsky von Sterneck zu Ehrenstein) (14. února 1829 Klagenfurt – 5. prosince 1897, Vídeň) byl rakousko-uherský admirál. U c. k. námořnictva sloužil od roku 1847 a bojoval v několika válkách. Vyznamenal se v bitvě u Visu (1866) a získal prestižní Řád Marie Terezie. V letech 1872–1873 vedl expedici do oblasti Arktidy, poté zastával funkce v námořní administraci. V letech 1883–1897 byl dlouholetým vrchním velitelem rakousko-uherského námořnictva a v roce 1888 dosáhl hodnosti admirála.

## Biografie

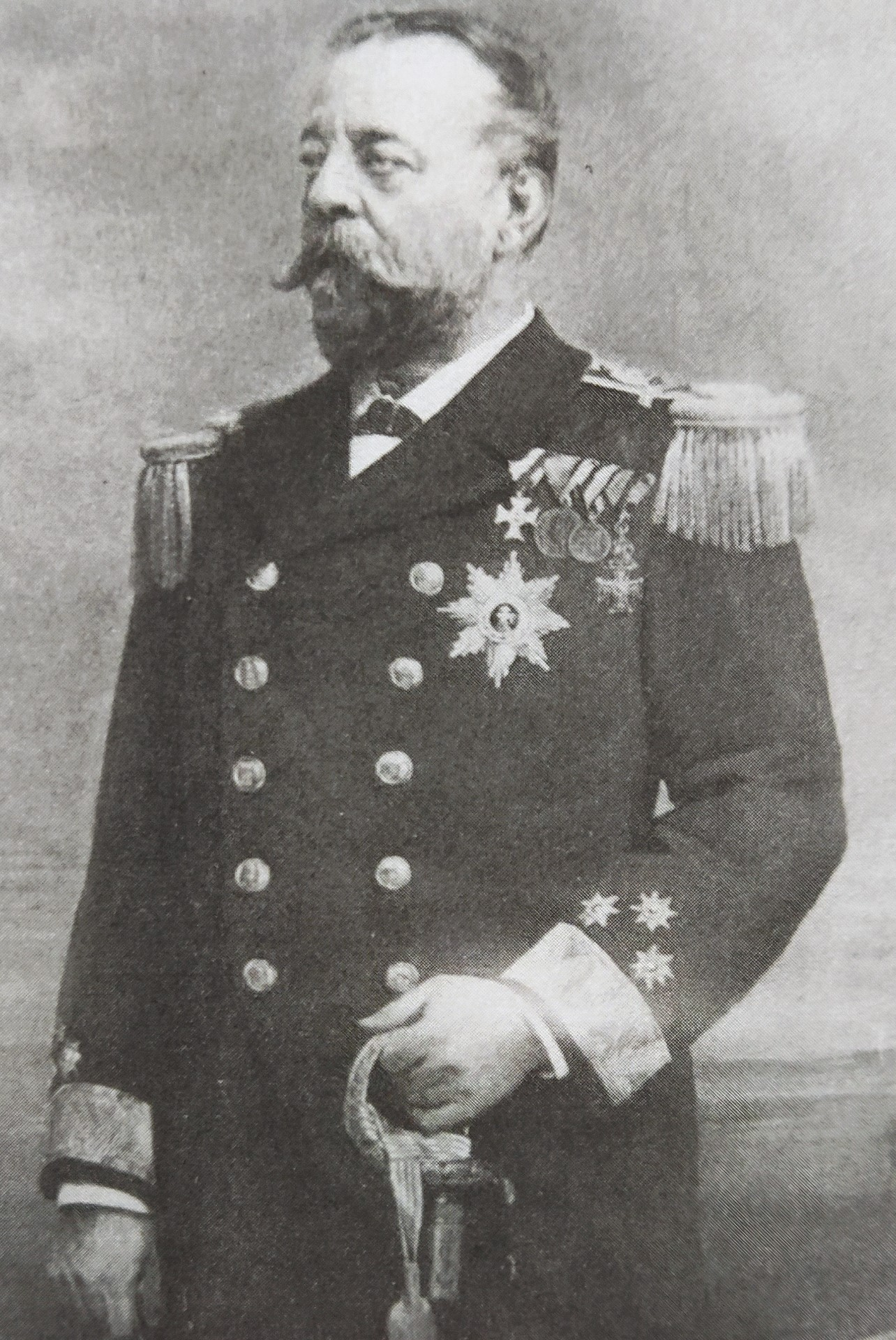
Admirál Maximilian Daublebsky von Sterneck

Pocházel ze starého českého šlechtického rodu Daudlebských ze Sternecku (pravopis příjmení kolísal ve formě Daudlebsky a Daublebsky) původem z Českých Budějovic. Narodil se jako nejmladší potomek barona Josefa Daublebskyho (1775–1848), zemského hejtmana v Korutansku, a jeho druhé manželky Františky, rozené baronky Kaisersteinové (1790–1862). Po absolvování lycea v rodném Klagenfurtu nastoupil v roce 1843 ke studiu na námořní škole v Benátkách. V roce 1847 jako kadet vstoupil k rakouskému námořnictvu a během revolučních bojů v letech 1848–1849 se zúčastnil blokády Benátek (1848). Ještě v roce 1848 získal hodnost praporčíka a jako nižší důstojník absolvoval na různých plavidlech cesty po Středomoří a na Blízký východ. Postupoval v hodnostech (poručík II. třídy 1852, poručík I. třídy 1855) a jako nižší důstojník na válečných lodích se plavil znovu ve Středozemním moři nebo do Anglie. Kromě toho vykonával povinnosti u námořních základen v Pule a Terstu. K datu 24. listopadu 1859 byl povýšen na korvetního kapitána a v roce 1864 získal hodnost fregatního kapitána. Během dánsko-německé války velel fregatě SMS Schwarzenberg v bitvě u Helgolandu. Vyznamenal se ve válce s Itálií, kdy bitvě u Visu se svou lodí SMS Erzherzog Ferdinand Max potopil italskou vlajkovou loď Re d'Italia (1866). Téhož roku získal hodnost kapitána řadové lodi (4. května 1866), poté byl převelen k námořnímu oblastnímu velitelství v Terstu a v letech 1868–1869 byl velitelem výcvikové lodi SMS Adria. Od roku 1870 zastával post předsedy stálé komise pro námořní dělostřelectvo.
Dne 31. října 1872 byl povýšen na kontradmirála a v následujích dvou letech vedl expedici do Severního ledového oceánu, kterou inicioval a financoval hrabě Johann Nepomuk Wilczek (1872–1874). Po návratu byl na vlajkových lodích SMS Radetzky a SMS Kaiser velitelem eskadry v Jaderském moři (1873–1876). V letech 1876–1883 byl velitelem arzenálu v Pule. K datu 17. listopadu 1883 obdržel hodnost viceadmirála a byl povolán do Vídně na ministerstvo války, kde se stal šéfem námořní sekce, z titulu této funkce byl zároveň vrchním velitelem c. k. námořnictva. K datu 1. listopadu 1888 dosáhl hodnosti admirála.
Zemřel 5. prosince 1897 ve věku 68 let ve Vídni. Byl pohřben na námořním hřbitově v Pule, srdce bylo pohřbeno v hrobce na zámku Krastowitze.
Oženil se až krátce před svým úmrtím v listopadu 1896 na zámku Sandhof v Korutansku s Lydií, rozenou Griswoldovou (1862–1921), dcerou velkoobchodníka. Z předchozího nemanželského poměru s baronkou Amálií Matzovou von Spiegelfeld měl syna Maximiliana (1865–1939), který byl legitimován a povýšen do šlechtického stavu pod jménem Daublebsky von Eichhain a za první světové války dosáhl hodnosti viceadmirála.

## Tituly a ocenění
Užíval šlechtický titul svobodného pána, který byl rodině udělen v roce 1812. V roce 1860 byl jmenován c. k. komořím a jako vrchní velitel námořnictva obdržel v roce 1884 titul c. k. tajného rady s nárokem na oslovení Excelence. Během své kariéry se stal nositelem řady vysokých vyznamenání v Rakousku-Uhersku i v zahraničí. Mimo jiné také získal čestné občanství v Tivatu (dnes Černá Hora) a byl čestným členem několika organizací a spolků se zaměřením na námořnictvo. 

### Rakousko-Uhersko
- Válečná pamětní medaile (1864)
- rytířský kříž Leopoldova řádu s válečnou dekorací (1866)
- rytíř Vojenského řádu Marie Terezie (1866)
- Válečná medaile (1873)
- Řád železné koruny I. třídy (1887)
- Vojenská záslužná medaile (1890)
- velkokříž Leopoldova řádu (1893)
- Služební odznak pro důstojníky I. třídy (1897)
- velkokříž Královského uherského řádu svatého Štěpána (1897)

### Zahraničí
- velkokříž Řádu Guadalupe (1868, Mexiko)
- velkokříž Řádu Spasitele (1876, Řecko)
- Řád knížete Danila I. II. třídy (1876, Černá Hora)
- komandér Řádu čestné legie (1879, Francie)
- velkokříž Námořního záslužného kříže (1889, Španělsko)
- velkokříž Řádu červené orlice (1890, Německo)
- velkokříž Danebrožského řádu (1890, Dánsko)
- Řád vycházejícího slunce I. třídy (1891, Japonsko)
- komandérský kříž Řádu meče (1891, Švédsko)
- velkodůstojník Řádu Osmanie (1893, Osmanská říše)
- velkokříž Vévodského sasko-ernestinského domácího řádu (1894, Sasko)